# Helmut Hoermann
Helmut Heinz Hoermann (* 18. Juli 1941 in Sulingen) ist ein deutsch-amerikanischer Hotelmanager.

## Leben
Nach der Mittleren Reife in Sulingen schloss Hoermann als Jahrgangsbester die Hotelfachschule in Bremen 1960 ab, besuchte die Hotel Management School in Heidelberg, setzte seine Ausbildung bei der Alliance française in Paris fort, ehe er bei den Hilton Hotels begann und kontinuierlich vom General Manager in New York City (1971–1978) zum CEO der gesamten Hilton Gruppe (1987–1988) aufstieg.  Zwischendurch hatte er in Montreal seinen MBA am Hotel Industry Career Development Institute erfolgreich abgeschlossen. 1988–1989 wurde er Präsident der Westin Hotels & Resorts Gruppe, ehe er von 1989 bis 2006 der Präsident und CEO der InterContinental Hotels Group wurde.